# To the Lake
To the Lake (Эпидемия, "Epidemie") is een Russische televisieserie, geregisseerd door Pavel Kostomarov. De serie is gebaseerd op de roman Vongozero (Вонгозеро) van de Russische schrijfster Yana Vagner. De serie werd voor het eerst uitgezonden op het Russische webplatform Premier vanaf 14 november 2019. Netflix heeft de serie aangekocht en deze internationaal beschikbaar gesteld op 7 oktober 2020.

## Verhaal
De Russische hoofdstad Moskou wordt getroffen door een virusepidemie. De belangrijkste symptomen na besmetting met het virus zijn ophoesten van bloed, bleek worden van de ogen en overlijden na enkele dagen. De stad wordt met hulp van het leger onder quarantaine geplaatst. Er zijn paniek, plunderingen en strijd om geld, voedsel en benzine.
Sergey woont met zijn nieuwe partner Anja en hun zoon Misha buiten Moskou. Zijn vader Boris wil hen ver weg van het gevaar brengen. Sergey haalt zijn ex-vrouw Irina en hun zoon Anton op in Moskou zodat ze mee kunnen gaan. Sergey's buurman Lyonya, zijn zwangere partner Marina en dochter Polina voegen zich bij hen, evenals dokter Pavel wanneer ze al onderweg zijn. De bestemming van hun reis door het besneeuwde en ijzige Rusland is het meer Vongozero in de deelrepubliek Karelië, nabij de grens met Finland. Er zou een scheepswrak zijn dat bewoond kan worden om de epidemie te doorstaan.

## Rolverdeling
- Viktorija Isakova als Anna
- Kirill Käro als Sergey
- Aleksandr Robak als Lyonya
- Natalya Zemtsova als Marina
- Maryana Spivak als Irina
- Yoeri Kuznetsov als Boris
- Eldar Kalimulin als Misha
- Viktorija Agalakova als Polina
- Aleksandr Yatsenko als Pavel
- Saveliy Kudryashov als Anton